# Kanton Pays tyrossais
Pays tyrossais is een kanton van het Franse departement Landes. Het kanton maakt deel uit van het arrondissement Dax.  Het werd opgericht bij decreet van 18.2.2014 en is effectief na de departementale verkiezingen op 22.3.2015. Het vervangt het kanton Saint-Vincent-de-Tyrosse met dezelfde gemeenten.

## Gemeenten
Het kanton Pays tyrossais omvat de volgende gemeenten:
- Bénesse-Maremne
- Capbreton
- Josse
- Labenne
- Orx
- Sainte-Marie-de-Gosse
- Saint-Jean-de-Marsacq
- Saint-Martin-de-Hinx
- Saint-Vincent-de-Tyrosse (hoofdplaats)
- Saubion
- Saubrigues